# ニコストラトス (アテナイの将軍)
ニコストラトス（希：Νικόστρατος、ラテン文字転記：Nicostratos、?－紀元前418年）はペロポネソス戦争期のアテナイの将軍である。
ニコストラトスはディエイトレペスの子である。ニコストラトスは紀元前427年の親アテナイの民主派と親スパルタ派の寡頭派との間に起こったケルキュラでの内乱を鎮めるために12隻の艦隊とメッセニア兵500人を率いて向った。彼は双方を和解させてケルキュラとアテナイの同盟を締結させてアテナイの味方にしようとしたが、双方が歩み寄らなかったために失敗し、内乱を恐れた寡頭派は近くの島に移った。その4、5日後にアルキダス率いるペロポネソス艦隊53隻がケルキュラへとやってきたため、アテナイ・ケルキュラ連合艦隊72隻との間で海戦が起こった。アテナイ・ケルキュラ連合艦隊は敗れたものの、エウリュメドン率いるアテナイ艦隊60隻の接近を受けてアルキダスはブラシダスの献策にもかかわらずケルキュラには攻め込まずに領地を荒らしただけで帰国した。その後民主派による寡頭派の虐殺が起こり、アテナイ艦隊は後続の艦隊と共にケルキュラを去った（このような民主派の勝利のためにアテナイとの同盟が締結されたかもしれない）。
紀元前424年夏、ニコストラトスはニキアス、アウトクレスを同僚の将軍として艦隊60隻、重装歩兵2000人と共にスパルタの目と鼻の先にあったキュテラ島へと送られた。彼らはキュテラ島を占領した後にラコニア沿岸を荒らし、次いでテュレアを占領、略奪してスパルタの将軍タンタロスと彼に味方していたアイギナ兵を捕らえてアテナイに送った。
翌紀元前423年の一年間のスパルタとの休戦協定の際、ニコストラトスはその儀式の参加者の一人となった。その後のブラシダスとマケドニア王ペルディッカス2世のリュンコス遠征の時には彼らと戦うためにニキアスを同僚将軍として艦隊50隻と弓兵600人、トラキア人傭兵1000人、アテナイ重装歩兵1000人と共にマケドニアのメンデおよびスキオネへと送られ、メトネ・スキオネ・ペロポネソス連合軍と戦ったものの、敵が有利な丘に布陣したために敗北した。その翌日アテナイ軍はスキオネ領を荒らした後、ニコストラトスとニキアスは軍を二分し、ニキアスはスキオネ領を荒らし、ニコストラトスはメンデ市を攻撃した。彼は駆けつけたニキアス隊と共にメンデを落とし、市内を略奪した後にアクロポリスのペロポネソス軍を監視する駐留軍を残してスキオネへと向った。アテナイ軍はスキオネ・ペロポネソス軍を戦いで破り、敵が逃げ込んだスキオネを封鎖し、それが完了すると守備隊を残して引き上げた。
紀元前418年にニコストラトスはラケスを同僚の将軍として歩兵1000人と騎兵300騎と共にアルゴスの援軍として送られたが、同年のマンティネイアの戦いでラケスと共に戦死した。

## 註
1. ↑  トゥキュディデス, III. 75-81, 85
2. ↑  トゥキュディデス, IV. 53-57
3. ↑  トゥキュディデス, IV. 119
4. ↑  トゥキュディデス, IV. 129-131, 133
5. ↑  トゥキュディデス, V. 61, 74
6. ↑  ディオドロス, XII. 79